# النازية الباطنية
النازية الباطنية ، والمعروفة أيضًا باسم الفاشية الباطنية أو الهتلرية الباطنية ، تشير إلى مجموعة من التفسيرات والتكيفات الصوفية للنازية . بعد الحرب العالمية الثانية، تم تكييف التفسيرات الباطنية للرايخ الثالث في حركات دينية جديدة من القومية البيضاء والنازية الجديدة. تضمنت المعتقدات في العثور على Hyperborea الأسطوري.

شعار " الشمس السوداء " ، يمثل الموطن السماوي للمناطق الهايبربورانز والمصدر غير المرئي لطاقتهم

وايضاً الكثير في برامج التواصل الاجتماعي بدأ بنشر مقاطع عن هذه الاعتقادات وميمز عن إيجاد Hyperborea